# Tilskueren (månedsskrift)
Tilskueren. Maanedsskrift for Litteratur, Samfundsspørgsmaal og almenfattelige videnskabelige Skildringer var et dansk månedsmagasin med basis i København, der blev udgivet fra 1884 til 1939. Dets forgænger var Det nittende Aarhundrede, grundlagt af Georg og Edvard Brandes.
Tidsskriftets redaktion var positivt stemt over for Det Moderne Gennembrud, og på flere måder kan Det nittende Aarhundrede ses som en forløber for Tilskueren. Allerede første årgang, januar 1884, rummede en tekst af Georg Brandes.
I marts 1904-nummeret indgik Johannes V. Jensens berømte ungdomsdigt Paa Memphis Station.
Udkom: 1884-1939.
- 1884-1892 (1.-9. årgang) udgivet af N. Neergaard
- 1893-1900 (10.-18. årgang) udgivet af M. Galschiøt.
- 1901-1907 udgivet af Valdemar Vedel.
- 1908-1909 udgivet af Gustav Philipsen og Mario Krohn.
- 1910-1929 redigeret af Poul Levin.
- 1929-1931 redigeret af Axel Garde.
- 1932-1939 redigeret af Axel Garde under medvirkning af Kaj Birket-Smith, Vilh. Slomann og V. Thorlacius-Ussing.

Tilskueren rummede meget kunst- og kulturstof og almendannende stof.
Indholdsoversigt over Bind 1-20 (1894-1903) indbundet med 21. Aargang (1904). Projekt Runeberg har digitaliseret en række af de tidligste årgange.